# Bahloul Djilali
Bahloul Djilali (n. Relizane, Argelina, el 9 de enero de 1982) es un entrenador de fútbol franco-argelino.

## Trayectoria

### Como jugador
Nacido en Relizane, Argelina, comenzó su carrera de entrenador en 2014, dirigiendo al FC Morteau Montlebon del Championnat National 3. 
En la temporada 2015-16, firma por el ASC Linguère de la Liga senegalesa de fútbol.
En la temporada 2016-17, firma por el Stade d'Abidjan de Costa de Marfil.
En la temporada 2017-18, Djilali firmó por el Al-Ahli Club de la Liga Premier de Baréin.
En la temporada 2018-19, firmó por el Al-Nahda Club de la Liga Profesional de Omán, al que dirige hasta diciembre de 2018.
En enero de 2019, firma por el Saham Club de la Liga Profesional de Omán.
En octubre de 2019, se compromete con el Sohar SC de la Liga Profesional de Omán.
En septiembre de 2020, firma por el Mukura Victory Sports FC de la Primera División de Ruanda.
El 9 de agosto de 2021, firma por el Unió Esportiva Engordany de la Primera División de Andorra.

## Clubes
| Club                     | País                       | Año       |
| ------------------------ | -------------------------- | --------- |
| FC Morteau Montlebon     | Bandera de Francia         | 2014-2015 |
| ASC Linguère             | Bandera de Senegal         | 2015-2016 |
| Stade d'Abidjan          | Bandera de Costa de Marfil | 2016-2017 |
| Al-Ahli Club             | Bandera de Baréin          | 2017-2018 |
| Al-Nahda Club            | Bandera de Omán            | 2018-2019 |
| Saham Club               | Bandera de Omán            | 2019      |
| Sohar SC                 | Bandera de Omán            | 2019-2020 |
| Mukura Victory Sports FC | Bandera de Ruanda          | 2020-2021 |
| Unió Esportiva Engordany | Bandera de Andorra         | 2021-2022 |